# Regina Street
Regina Ann Street (Memphis, 27 novembre 1962) è un'ex cestista statunitense.
Centro di 194 cm, ha giocato in Serie A1 con Priolo Gargallo e Schio e in LFB con Valenciennes. Con 791 punti realizzati, è la miglior marcatrice delle squadre siciliane nelle coppe europee.

## Carriera

### Università
Ha studiato all'Università di Memphis dal 1981 al 1985 e detiene vari record delle Tigers. È una delle tre cestiste ad aver chiuso l'esperienza universitaria oltre i duemila punti all'attivo (2.043); ha il record della miglior percentuale al tiro in una stagione (62,7%) e in carriera (58,8%), più quello della miglior media di rimbalzi in un'annata (12,3 a gara) e quello del maggior numero di stoppate (314). Con le Tigers ha disputato due NCAA e un NIT.

### Club
Nel 1986-1987 va a giocare nel campionato italiano con la neopromossa Polenghi Priolo, dove è la straniera di riferimento. Nella Coppa Ronchetti 1988-1989, i suoi 47 punti contro lo Spartak Sokolovo sono decisivi per accedere alla semifinale. Street è protagonista della vittoria dello scudetto e della seguente Coppa dei Campioni. Proprio nel 1989-1990 è la prima statunitense a giocare al fianco di una sovietica, Svetlana Kuznecova. Rimane in Sicilia per cinque stagioni di fila, poi disputa una stagione a Schio.
Nel 1993-1994 è al Valenciennes, con cui disputa il campionato francese e la Coppa Ronchetti. Dopo una parentesi a Priolo, nel 1996-1997 torna al Valenciennes Olympic.

### Nazionale
Nel 1991 è convocata dalla Nazionale degli Stati Uniti ai Giochi panamericani, insieme all'ex compagna dello scudetto a Priolo Lynette Woodard: contribuisce al bronzo della sua selezione con 2,8 punti di media nelle quattro partite giocate.

## Statistiche

### Statistiche in campionato
Dati aggiornati al 30 giugno 1998
| Stagione        | Squadra              | Competizione    | Partite | Partite | Partite | Statistiche tiro | Statistiche tiro | Statistiche tiro | Altre statistiche | Altre statistiche | Altre statistiche | Altre statistiche | Altre statistiche |
| Stagione        | Squadra              | Competizione    | Pres.   | Titol.  | Minuti  | Tiri da 2        | Tiri da 3        | Liberi           | Rimb.             | Assist            | Rubate            | Stopp.            | Punti             |
| --------------- | -------------------- | --------------- | ------- | ------- | ------- | ---------------- | ---------------- | ---------------- | ----------------- | ----------------- | ----------------- | ----------------- | ----------------- |
| 1986-1987       | Polenghi Priolo      | Serie A1        | 32      |         |         |                  |                  |                  |                   |                   |                   |                   | 673               |
| 1987-1988       | Ibla Priolo          | Serie A1        | 26      |         |         |                  |                  |                  |                   |                   |                   |                   | 571               |
| 1988-1989       | Enichem Priolo       | Serie A1        | 36      |         |         |                  |                  |                  |                   |                   |                   |                   | 817               |
| 1989-1990       | Enimont Priolo       | Serie A1        | 30      |         | 971     | 243/352          | 0/0              | 104/162          | 424               | 10                | 132               |                   | 590               |
| 1990-1991       | Enimont Priolo       | Serie A1        | 30      |         | 1.009   | 227/368          | 0/0              | 125/186          | 344               |                   | 86                |                   | 579               |
| 1992-1993       | Famila Schio         | Serie A1        | 29      |         | 763     | 114/205          | 0/0              | 83/110           | 241               | 12                | 61                |                   | 311               |
| 1993-1994       | Valenciennes Olympic | NF1A            |         |         |         |                  |                  |                  |                   |                   |                   |                   |                   |
| 1995-1996       | Isab Energy Priolo   | Serie A1        | 22      |         | 681     | 80/179           | 0/0              | 69/96            | 217               | 1                 | 60                |                   | 229               |
| 1996-1997       | Valenciennes-Orchies | NF1A            |         |         |         |                  |                  |                  |                   |                   |                   |                   |                   |
| Totale carriera | Totale carriera      | Totale carriera | 205     |         | 3.424   | 664/1.104        | 0/0              | 381/554          | 1.226             | 23                | 339               |                   | 3.770             |

### Statistiche nelle coppe europee
Dati aggiornati al 30 giugno 1991
| Stagione        | Squadra              | Competizione    | Partite | Partite | Partite | Statistiche tiro | Statistiche tiro | Statistiche tiro | Altre statistiche | Altre statistiche | Altre statistiche | Altre statistiche | Altre statistiche |
| Stagione        | Squadra              | Competizione    | Pres.   | Titol.  | Minuti  | Tiri da 2        | Tiri da 3        | Liberi           | Rimb.             | Assist            | Rubate            | Stopp.            | Punti             |
| --------------- | -------------------- | --------------- | ------- | ------- | ------- | ---------------- | ---------------- | ---------------- | ----------------- | ----------------- | ----------------- | ----------------- | ----------------- |
| 1986-1987       | Polenghi Priolo      | Ronchetti       | 4       |         |         |                  |                  |                  |                   |                   |                   |                   | 87                |
| 1987-1988       | Ibla Priolo          | Ronchetti       | 5       |         |         |                  |                  |                  |                   |                   |                   |                   | 128               |
| 1988-1989       | Enichem Priolo       | Ronchetti       | 7       |         |         |                  |                  |                  |                   |                   |                   |                   | 212               |
| 1989-1990       | Enimont Priolo       | C. Campioni     | 14      |         |         |                  |                  |                  |                   |                   |                   |                   | 332               |
| 1990-1991       | Enichem Priolo       | Ronchetti       | 6       |         |         |                  |                  |                  |                   |                   |                   |                   | 123               |
| 1993-1994       | Valenciennes Olympic | Ronchetti       | 10      |         | 238     | 48/87            | 0/0              | 18/29            | 81                | 11                | 14                |                   | 114               |
| Totale carriera | Totale carriera      | Totale carriera | 46      |         | 238     | 48/87            | 0/0              | 18/29            | 81                | 11                | 14                |                   | 996               |

## Palmarès
- Coppa dei Campioni: 1

Trogylos Priolo: 1989-1990
- Campionato italiano: 1

Trogylos Priolo: 1988-1989
- Campionato francese: 1

Valenciennes: 1993-1994
- Tournoi de la Fédération: 1

Valenciennes: 1994